# Partido de José C. Paz
Partido de José C. Paz är en kommun i Argentina.   Den ligger i provinsen Buenos Aires, i den centrala delen av landet, 40 km väster om huvudstaden Buenos Aires. Antalet invånare är 230 208.
Runt Partido de José C. Paz är det i huvudsak tätbebyggt. Runt Partido de José C. Paz är det mycket tätbefolkat, med 2 614 invånare per kvadratkilometer.